# Michael Cristofer
Michael Cristofer est un dramaturge, acteur, scénariste et réalisateur américain né le 28 janvier 1945 à Trenton (New Jersey). 

## Biographie
Michael Cristofer est né le 28 janvier 1945 à Trenton. Ses parents sont Joseph Peter Procaccino et Mary Cristofer.

## Carrière
Il débute au cinéma en 1974 dans The Crazy World of Julius Vrooder d'Arthur Hiller et à la télévision dans les séries Le Magicien, Gunsmoke et Lincoln.
En 1995, il tourne dans le troisième volet de la saga Die Hard, Une journée en enfer.
En 1998, il réalise son premier long métrage, Anatomie d'un top model avec Angelina Jolie, Mila Kunis, Faye Dunaway et Elizabeth Mitchell
En 2015, il obtient un rôle secondaire dans Mr. Robot , la série s'achève en 2019 après quatre saisons. Toujours en 2015, il collabore de nouveau avec Christian Slater dans le film Beyond Lies. Il joue également avec Tim Roth dans Chronic de Michel Franco et Emily VanCamp dans The Girl in the Book de Marya Cohn.
En 2020, il réalise son 4e long métrage, The Night Clerk après presque 20 ans sans n'avoir rien réalisé. Il met en scène Tye Sheridan, Ana de Armas et John Leguizamo.

## Filmographie

### Cinéma

#### Longs métrages
- 1974 : The Crazy World of Julius Vrooder d'Arthur Hiller : Alessini
- 1978 : Un ennemi du peuple (An Enemy of the People) de George Schaefer : Hovstad
- 1984 : La petite fille au tambour (The Little Drummer Girl) de George Roy Hill : Tayeh
- 1995 : Une journée en enfer (Die Hard with a Vengeance) de John McTiernan : Agent Bill Jarvis
- 2009 : Un hiver à Central Park (The Other Woman) de Don Roos : Sheldon
- 2014 : Ruth et Alex (5 Flights Up) de Richard Loncraine : Larry
- 2014 : Emoticon ;) (en) de Livia De Paolis (en) : Walter Nevins
- 2015 : Beyond Lies (The Adderall Diaries) de Pamela Romanowsky (en) : Paul Hora
- 2015 : Chronic de Michel Franco : John
- 2015 : The Girl in the Book de Marya Cohn : le père
- 2016 : Year by the Sea (en) d'Alexander Janko : Robin
- 2018 : Last Supper de David Wexler (en) : Raymond

### Télévision

#### Séries télévisées
- 1974 : Le Magicien (The Magician) : David Webster
- 1974 : Gunsmoke : Ben Shindrow
- 1974 : Lincoln : John Nicolay
- 1975 : The Rookies : Charlie Phillips
- 1975 : Kojak : Michael Viggers Jr.
- 1975 : Doctors' Hospital (en) : Dr Taback
- 1977 : The Andros Targets (en) : Ron Comack
- 2010 : Rubicon : Truxton Spangler
- 2012 : Suits : Avocats sur mesure (Suits) : Paul
- 2012 - 2013 : Smash : Jerry Rand
- 2013 / 2016 : Ray Donovan : le prêtre / Danny O'Connor
- 2013 - 2014 : American Horror Story : Harrison Renard
- 2014 : Elementary : Isaac Pyke
- 2015 - 2019 : Mr. Robot : Phillip Price
- 2024 : Fallout : l'Ancien Clerc Quintus

#### Téléfilm
- 1975 : Knuckle de Norman Lloyd : Curley
- 1975 : The Entertainer de Donald Wrye (en) : Frank Rice
- 1976 : The Last of Mrs. Lincoln de George Schaefer : Robert Lincoln

### Comme réalisateur
- 1998 : Anatomie d'un top model (Gia)
- 1999 : Sexe attitudes
- 2001 : Péché originel
- 2020 : The Night Clerk

### Comme scénariste
- 1980 : L'écrin de l'ombre (The Shadow Box) de Paul Newman
- 1984 : Falling in Love d'Ulu Grosbard
- 1987 : Les Sorcières d'Eastwick (The Witches of Eastwick) de George Miller
- 1990 : Le Bûcher des vanités (The Bonfire of the Vanities) de Brian De Palma
- 1993 : Mr. Jones de Mike Figgis
- 1997 : Breaking Up de Robert Greenwald
- 1998 : Anatomie d'un top model (Gia)
- 1999 : Sexe attitudes
- 2001 : Péché originel
- 2005 : Casanova de Lasse Hallström
- 2009 : Georgia O'Keeffe de Bob Balaban (téléfilm)
- 2016 : Outsider (The Bleeder) de Philippe Falardeau
- 2020 : The Night Clerk

## Récompenses et nominations

### Récompenses
- 1977 : Prix Pulitzer de l'œuvre théâtrale pour The Shadow Box
- 1977 : Tony Award de la meilleure pièce pour The Shadow Box
- 1981 : Humanitas Prizes : Meilleur téléfilm de 90 minutes pour L'Écrin de l'ombre
- 1999 : Directors Guild of America Awards de la meilleure réalisation pour un téléfilm ou une mini-série pour L'Écrin de l'ombre
- 2010 : Writers Guild of America Awards : Meilleur scénario pour une mini-série ou un téléfilm pour Georgia O'Keeffe
- 2013 : Gen Art Film Festival : Meilleur casting pour Emoticon ;) (en)
- 2016 : Best Actors Film Festival : Meilleur long métrage dramatique pour Year by the Sea (en)

#### Nominations
- 1981 : Primetime Emmy Awards du meilleur scénario pour une mini-série ou un téléfilm pour L'Écrin de l'ombre
- 1988 : Prix Hugo : Meilleure présentation dramatique pour Les Sorcières d'Eastwick
- 1988 : Academy of Science Fiction, Fantasy and Horror Films : Saturn Awards du meilleur scénario pour Les Sorcières d'Eastwick
- 1988 : Primetime Emmy Awards du meilleur scénario pour une mini-série ou un téléfilm pour Anatomie d'un top model
- 1999 : Writers Guild of America Awards : Meilleur scénario original pour Anatomie d'un top model
- 2016 : Indiana Film Journalists Association : Meilleur acteur dans un second rôle pour Year by the Sea (en)